# Marek Cieślewicz
Marek Cieślewicz (ur. 26 marca 1984) – polski żużlowiec.
W polskiej lidze żużlowej startował w latach 2000–2007, reprezentując kluby: Start Gniezno (2000), Wybrzeże Gdańsk (2001–2003), Polonia Bydgoszcz (2004), GKM Grudziądz (2005) oraz Start Gniezno (2006–2007). 
Sukcesy indywidualne: 
- finalista Indywidualnych Mistrzostw Europy Juniorów (Dyneburg 2002 – IV miejsce),
- finalista Młodzieżowych Indywidualnych Mistrzostw Polski (Rybnik 2003 – XI miejsce),
- dwukrotny finalista turniejów o Brązowy Kask (Gorzów Wielkopolski 2001 – VIII miejsce, Tarnów 2002 – IX miejsce),
- finalista turnieju o Srebrny Kask (Rybnik 2002 – XIV miejsce).

Brat żużlowców: Tomasza i Dawida Cieślewiczów. Waldemar Cieślewicz, który też był żużlowcem, jest jego wujem.